# Anua discriminans
Anua discriminans är en fjärilsart som beskrevs av Walker 1858. Anua discriminans ingår i släktet Anua och familjen nattflyn. Inga underarter finns listade i Catalogue of Life.